# Station Maribo
Station Maribo is een station in de Deense plaats Maribo. Het station is geopend op 22 augustus 1872. In het verleden liepen er meerdere spoorlijnen van en naar Maribo. Teregwoordig wordt het station alleen nog bediend door de trein op de lokale lijn Nykøbing Falster - Nakskov. In Nykøbing is er een aansluiting richting Kopenhagen.